# كيفين فان فين
كيفين فان فين (بالهولندية: Kevin van Veen)‏ (1 يونيو 1991 بآيندهوفن في هولندا - ) هو لاعب كرة قدم هولندي في مركز الهجوم. لعب مع سكونثورب يونايتد ونادي كامبور وهيلموند سبورت وتوب أوس وUDI '19 ‏ وJVC Cuijk ‏ وDijkse Boys ‏.

## وصلات خارجية
- كيفين فان فين على موقع قاعدة بيانات كرة القدم.إي يو (الإنجليزية)
- كيفين فان فين على موقع Soccerbase.com (لاعب) (الإنجليزية)
- كيفين فان فين على موقع Soccerway.com (الإنجليزية)